# Christoph Neuhaus
Pour les articles homonymes, voir Neuhaus.
Christoph Neuhaus, né le 10 mai 1966 à Arch (originaire de Lützelflüh), est une personnalité politique bernoise, membre de l'Union démocratique du centre (UDC). Il est membre du gouvernement bernois depuis juin 2008.

## Biographie
Christoph Neuhaus naît le 10 mai 1966 à Arch, dans le canton de Berne, dans une famille d'agriculteurs. Il est originaire d'une autre commune du canton, Lützelflüh,. Il a un frère, Thomas, qui a repris l'exploitation familiale,.
Après sa scolarité à Arch et à Soleure (il est membre de l'Alt-Wengia), il étudie les sciences politique à l'Université de Berne, où il décroche une licence.
Il travaille à partir de 1984 comme correspondant et rédacteur pour divers journaux, notamment au Bund comme rédacteur de la rubrique économique de 1998 à 2000. Il exerce parallèlement la profession d'enseignant en économie dans plusieurs écoles cantonales,,. Il a notamment pour élève au gymnase de Köniz sa future collègue au gouvernement bernois Evi Allemann.
Il travaille également au service de la communication de plusieurs événements sportifs, tels que le Tournoi de tennis de Gstaad de tennis, le Grand Prix de Berne ou le triathlon de Zurich. De 2000 à 2001, il est chef du service de l'économie et de la communication de la Direction de l'économie publique du canton de Berne, où il est chargé du dossier de l'Expo.02. De 2006 à 2008, il est responsable de la communication pour le Championnat d'Europe de football 2008,,.
Il a été officier de tir à l'armée.
Il est marié à une ressortissante américaine et père d'un fils. Il habite à Kaufdorf après s'être établi à Belp et à Berne,,.

### Parcours politique
Il adhère à l'UDC en 1985.
Il est vice-président du Conseil communal (exécutif) de Belp de 2005 à 2008 et secrétaire de la section cantonale de l'UDC de 2001 à 2006.
Élu le 24 février 2008 au Conseil-exécutif du canton de Berne lors d'une élection complémentaire visant à remplacer l'UDC Werner Luginbühl (unique candidat) et réélu à quatre reprises (2010, 2014, 2018 et 2022), il est pendant dix ans à la tête de la Direction de la justice, des affaires communales et des affaires ecclésiastiques, puis devient directeur des travaux publics et des transports le 1er juin 2018.
En juillet 2013, il déclare à propos de la votation du 24 novembre 2013 portant sur la Question jurassienne : « Ce sera oui pour souffrir ».

## Sources
- (de) « Berufliche Tätigkeiten », sur christoph-neuhaus.ch (consulté le 29 mars 2010)

- (de) Cet article est partiellement ou en totalité issu de l’article de Wikipédia en allemand intitulé « Christoph Neuhaus » (voir la liste des auteurs).